# Mesochorus sordidus
Mesochorus sordidus là một loài tò vò trong họ Ichneumonidae.